# Åge Sørensen
Åge Sørensen (Oslo, 1937. május 18. – Oslo, 2022. március 18.) válogatott norvég labdarúgó, csatár.

## Pályafutása

### Klubcsapatban
1955 és 1969 között a Vålerengen labdarúgója volt. Az 1965-ös idényben tagja volt a bajnokcsapatnak.

### A válogatottban
1959 és 1961 között négy alkalommal szerepelt a norvég válogatottban és egy gólt szerzett.

## Sikerei, díjai
Vålerengen
- Norvég bajnokság
  - bajnok: 1965

## Statisztika

### Mérkőzései a norvég válogatottban
| Norvégia | Norvégia             | Norvégia               | Norvégia | Norvégia | Norvégia | Norvégia           | Norvégia | Norvégia |
| #        | Dátum                | Helyszín               | Hazai    | Eredmény | Vendég   | Kiírás             | Gólok    | Esemény  |
| -------- | -------------------- | ---------------------- | -------- | -------- | -------- | ------------------ | -------- | -------- |
| 1.       | 1959. augusztus 21.  | Oslo, Ullevaal Stadion | Norvégia | 2 – 1    | Izland   | olimpiai selejtező | -        |          |
| 2.       | 1959. szeptember 13. | Oslo, Ullevaal Stadion | Norvégia | 2 – 4    | Dánia    | olimpiai selejtező | 1        | 38'      |
| 3.       | 1959. szeptember 23. | Bécs, Práter-stadion   | Ausztria | 5 – 2    | Norvégia | NEK-selejtező      | -        |          |
| 4.       | 1961. november 5.    | Gżira, Empire Stadium  | Málta    | 1 – 1    | Norvégia | barátságos         | -        |          |
|          | Összesen             |                        |          | 4        | mérkőzés |                    | 1        | gól      |